# Glenea suturalis
Glenea suturalis é uma espécie de escaravelho da família Cerambycidae. Foi descrita por Karl Jordan em 1894.  É conhecida a sua existência na Indonésia.

## Subespécies
- Glenea suturalis ruficauda Aurivillius, 1903
- Glenea suturalis suturalis Jordânia, 1894